# 锡亚涅河
锡亚涅河（法語：Siagne，法語發音：[sjaɲ]）是法国的河流，长44.5千米，流经瓦尔省与滨海阿尔卑斯省。